# Семёнов, Вячеслав Анатольевич (баянист)
Вячеслав Анатольевич Семенов (род. 29 марта 1946, Трубчевск, Брянская область) — баянист, композитор, педагог, заслуженный артист РСФСР (1977), народный артист Российской Федерации (1995).

## Биография
Родился 29 марта 1946 года. Следуя семейной традиции, рано начал играть на баяне. Сначала он учился у своего отца. В 1960 году поступил в Ростовское училище искусств, где его наставником была пианистка, композитор и педагог А. Н. Крахоткина.
1964—1969 годы — учёба в Музыкально-педагогическом институте им. Гнесиных в Москве.
Ещё будучи студентом ГМПИ им. Гнесиных, в 1968 году Семенов начал преподавать в Ростовском музыкально-педагогическом институте (ныне Ростовская государственная консерватория им. С. Рахманинова).
В 1982 году в Гамбурге был избран вице-президентом музыкального комитета Международной Конфедерации Аккордеонистов.
В 1983 году получил ученое звание профессора. В 1988 году стал профессором Российской Академии Музыки им. Гнесиных в Москве.
С 1999 по 2004 годы возглавлял жюри 11 российских и принимал участие в работе жюри 7 международных конкурсов. Является приглашенным профессором в творческих школах «Мастер класс» и «Новые имена», проводит мастер классы в различных регионах России и за рубежом.
Гастролировал во всех столицах и крупных городах Европейской части, Сибири, Азии и Дальнего Востока. Около 40 стран Европы, Азии, Америки, Африки.
Победы на различных престижных конкурсах на счету его учеников, среди которых — заслуженные артисты России: Юрий Дранга, Анатолий Заикин, Юрий Шишкин, Александр Поелуев — двукратный обладатель Кубка Мира, Юрий Медяник — лауреат международных конкурсов; Александр Селиванов — лауреат международных конкурсов, преподаватель РАМ им. Гнесиных и другие.

## Достижения в конкурсах
- В 1967 году стал дипломантом международного конкурса в г. Клингентале (ГДР).
- В 1968 г. — бронзовая медаль на IX Фестивале молодежи и студентов и звание лауреата художественного конкурса (София).
- В 1973 году дуэт баяниста В. Семенова и балалаечника А. Данилова получил первое место на Всесоюзном конкурсе и золотые медали Всемирного фестиваля молодежи в Берлине. В 1974 году участники дуэта удостоены звания лауреатов премии Ленинского комсомола Дона. К этому времени относится сотрудничество с Ансамблем песни и пляски донских казаков.
- В 1997 году стал лауреатом III Артиады России за концертную программу «Авторский вечер» на VII Международном фестивале «Баян и баянисты» в Москве.

## Звания и награды
- Заслуженный артист РСФСР (07.06.1977)
- Удостоен «Серебряного диска» РАМ им. Гнесиных и Международного фестиваля «Баян и баянисты» (1994)
- Народный артист Российской Федерации (19.10.1995)
- Лауреат Московского Международного конкурса композиторов, посвященного 2000-летию христианства (1999, 2-я премия за «Три испанские картины» для баяна с оркестром)
- В феврале 2004 года в Лондоне В. А. Семенов отмечен почетной наградой Международной Конфедерации Аккордеонистов (члена ЮНЕСКО)
- Орден Дружбы (09.05.2005)
- В марте 2006 года ему присуждена премия и Серебряная медаль «За веру и Добро» от губернатора Кемеровской области А. Тулеева
- Награжден почетной премией «Premio Paolo Soprani» за выдающийся вклад в искусство (г. Кастельфидардо, Италия. 2013)

## Сочинения для баяна
- Фантазия памяти В.Шукшина «Калина красная» (1976)
- Детская сюита № 1 (1982), № 2 (1989), №3 "В мире сказок" (2023)
- Сюита "Конёк-Горбунок" (2019), "Золотой Ключик" (2020)
- Болгарская сюита (1975)
- Рапсодии: Донская № 1 (М., 1977, Киев, 1982), Донская № 2 (1990) Эстонская (1983), Литовская (1984), Украинская (1987), Белорусская (1987)
- Соната № 1 (1984), № 2 «Баскариада» (1992), № 3 «Воспоминание будущем» (2013), № 4 «Фьюжн» (2017), №5 "Автограф" (2020)
- Импровизация на тему русской народной песни «Белолица-круглолица» (1981)
- Каприс № 1 (1989)
- Концертная пьеса «Посвящение» (1993)
- Рапсодия для баяна с оркестром в 3-х частях «Брамсиана» (1997)
- Каприс № 2 «S.O.S.» (2001)
- Концертная пьеса «Вещий сон» (2001)
- Дивертисмент (2005)